# Gerhard Michler
Pour les articles homonymes, voir Michler.
Gerhard O. Michler (né le 5 mai 1938 à Brunswick) est un mathématicien allemand, spécialiste de la théorie des représentations et de la théorie des groupes.

## Carrière
Michler obtient son doctorat en 1965 à l'Université Goethe de Francfort sous la direction de Reinhold Baer avec une thèse intitulée Radikale und Sockel. Il obtient son habilitation en 1968, à l'Université Eberhard Karl de Tübingen, il est ensuite nommé en 1973, professeur ordinaire à l'Université de Giessen et ensuite à partir de la fin des années 1970, professeur à l'Université de Duisbourg et Essen. Il est actuellement professeur adjoint à l'Université Cornell (2010).
Michler organise des Conférences sur la théorie des représentations à l'Institut de recherches mathématiques d'Oberwolfach avec Bertram Huppert (de) et Jonathan L. Alperin.
Parmi ses doctorants figurent Christine Bessenrodt (de) et Karin Erdmann.

## Publications
- avec Hans-Joachim Kowalsky (de) Lineare Algebra, De Gruyter 2003 (édition révisée de Lineare Algebra de Kowalsky)
- Vom Hilbertschen Basissatz bis zur Klassifikation der endlichen einfachen Gruppen, in Gerd Fischer  et alii Ein Jahrhundert Mathematik 1890-1990; Vieweg 1990
- Asano Orders
- Block structure of the smallest Janko group
- character values of the irreducible constituents of a transitive permutation representation
- Computational methods for representations of groups and algebras : Euroconference à Essen , avril 1-5, 1997
- Construction of a 45694-dimensional simple module of Lyons'sporadic group over GF(2)
- Diagonalizing characteristic matrices on parallel machines
- Glauberman correspondence of p-blocks of finite groups
- Groups and orders
- How to build a prototype for a distributed digital mathematics archive library
- Minimal degrees of faithful characters of finite groups with a T. I. Sylow p-subgroup
- Natural existence proof for Lyons simple group
- new computer construction of the irreducible 112-dimensional 2-modular representation of Janko's group J4
- On simple modules in the Auslander-Reiten components of finite groups
- On the uniqueness of the finite simple groups with a given centralizer of a 2-central involution
- Principal 2-blocks of the simple groups of Ree type
- Report on the retrodigitization project "Archiv der Mathematik"
- Representation theory : proceedings of the fourth International Conference on Representations of Algebras held in Ottawa, Canada, August 16-25, 1984.
- éd avec Claus Ringel : Representation theory of finite groups and finite-dimensional algebras : proceedings of the conference at the University of Bielefeld du 15 au 17 mai 1991, and 7 survey articles on topics of representation theory, Birkhäuser 1991.
- Testing modules of groups of even order for simplicity
- The representation-finite symmetric algebras with liftable simple modules
- Theory of finite simple groups II commentary on the classification problems
- Workshop on wide area networks and high performance computing